# Laserové kalení

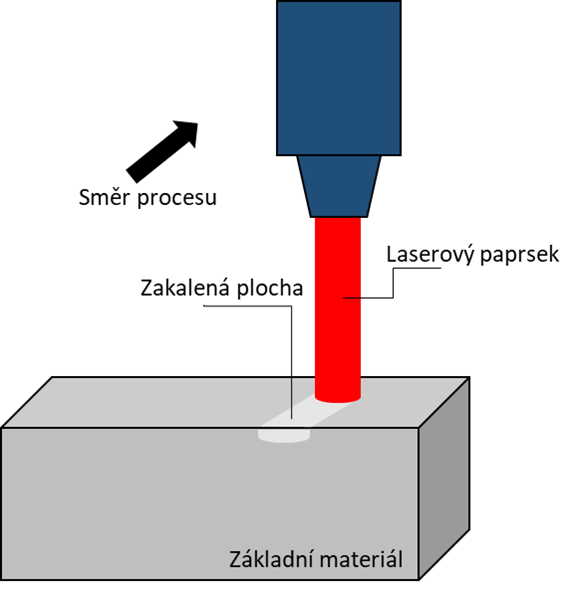
Princip laserového povrchového kalení

Laserové povrchové kalení (Laser surface hardening) je tepelné zpracování povrchu materiálu pomocí laseru za účelem zlepšení jeho vlastností, jako například zvýšení tvrdosti povrchové vrstvy, zvýšení odolnosti proti opotřebení a další. Při laserovém kalení jsou zakaleny pouze požadované tvarové plochy a jádro součásti zůstává houževnaté.

## Princip metody
Principem laserového kalení je rychlý ohřev na kalící teplotu materiálu (900–1200 °C), výdrž na teplotě a prudké ochlazení. Při ohřevu materiálu dochází k austenitizaci původně feriticko-perlitické struktury a následně při samoochlazovacím efektu součásti vzniká martenzit. Konečná struktura materiálu je závislá na rychlosti ochlazování a na dalších několika parametrech. Mezi ovlivňující parametry se řadí výkon laserového paprsku a jeho režim, schopnost absorbovat laserové záření, vlastnosti materiálu a jeho mikrostruktura.

## Aplikace laserového kalení
Laserové kalení se provádí za atmosférických podmínek. Lze kalit součásti s minimálním obsahem uhlíku 0,22 %. Laserovým kalením lze dosáhnout hloubky zakalené vrstvy až 1,5 mm.
Mezi oceli vhodné pro kalení patří konstrukční oceli (12 050, 12 060, 14 220), oceli ke zušlechťování (15 142, 15 241), nástrojové oceli (19 313, 19 520, 19 552, 19 554, 19 573). Laserové kalení se využívá i pro kalení litinových výrobků a speciálních ocelí pro mechanicky a tepelně vysoce namáhané součásti.
Robotizace kalícího pracoviště je nezbytná pro dosažení zakalení požadovaných tvarových ploch. Pomocí robota lze proces kalení naprogramovat.
Laserové kalení je předurčeno pro součásti, které jsou cyklicky namáhané, nebo pro součásti, které se rychle opotřebovávají (např. vačkové hřídele, čepy, ozubená kola, kladky, lanovice, hřídele, lopatky parních turbín, střižní hrany nástrojů a forem).   
Pro laserové kalení se nejčastěji používají diodové a vláknové lasery.

## Výhody laserového kalení
- Zakalení pouze požadovaných tvarových ploch
- Malé vnesené teplo do materiálu, eliminace vzniku trhlin a deformací
- Dosažení vysoké povrchové tvrdosti při zachování houževnatého jádra
- Absence chladicího média
- Možnost online řízení povrchové teploty pomocí pyrometru
- Snadné přizpůsobení laserového svazku geometrii kalené součásti
- Rychlá, přesná, spolehlivá, reprodukovatelná a efektivní kusová i sériová výroba
- Řízení procesu dle aktuální teploty pomocí pyrometrů nebo jiných zařízení

## Galerie

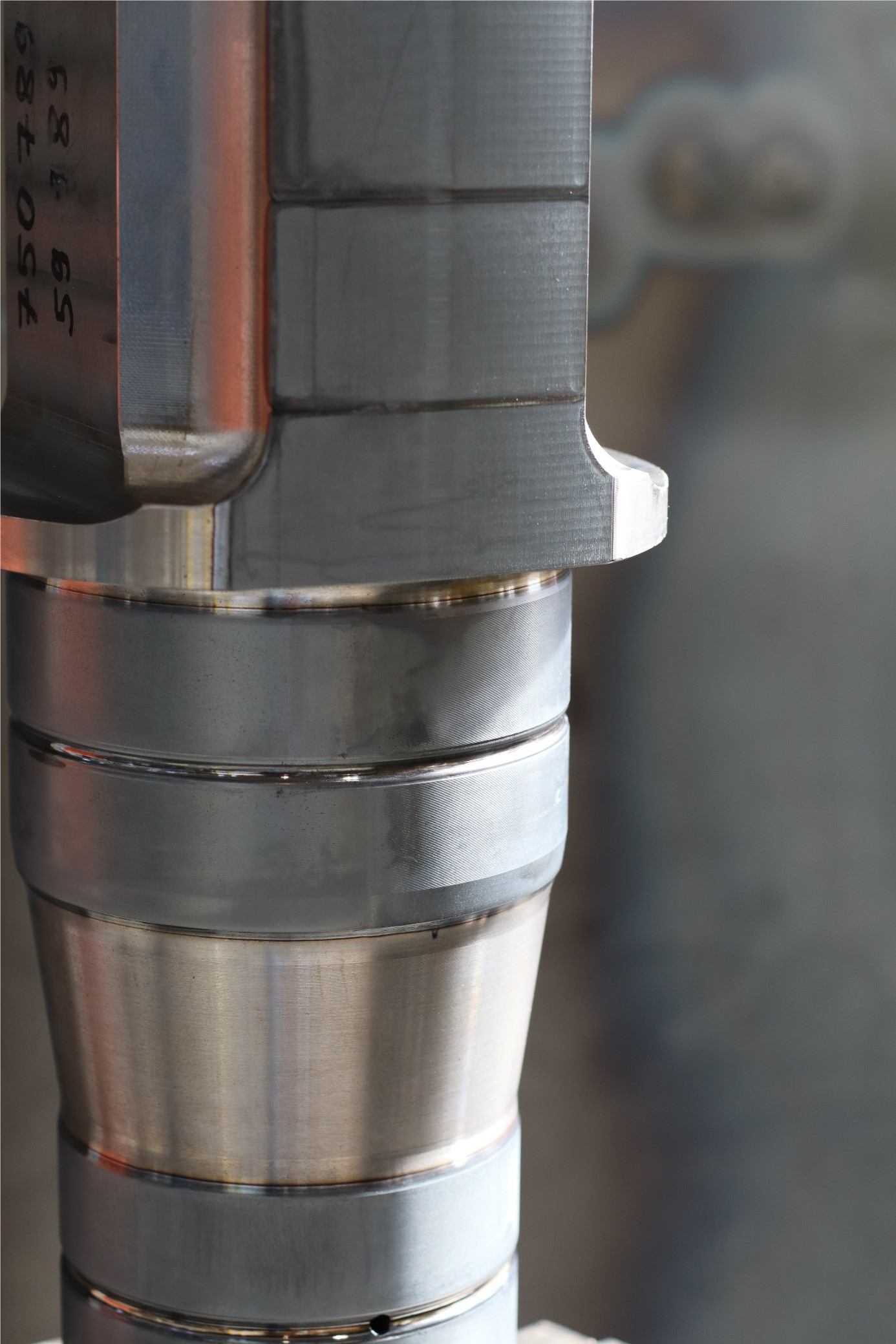
Laserové kalení čepů
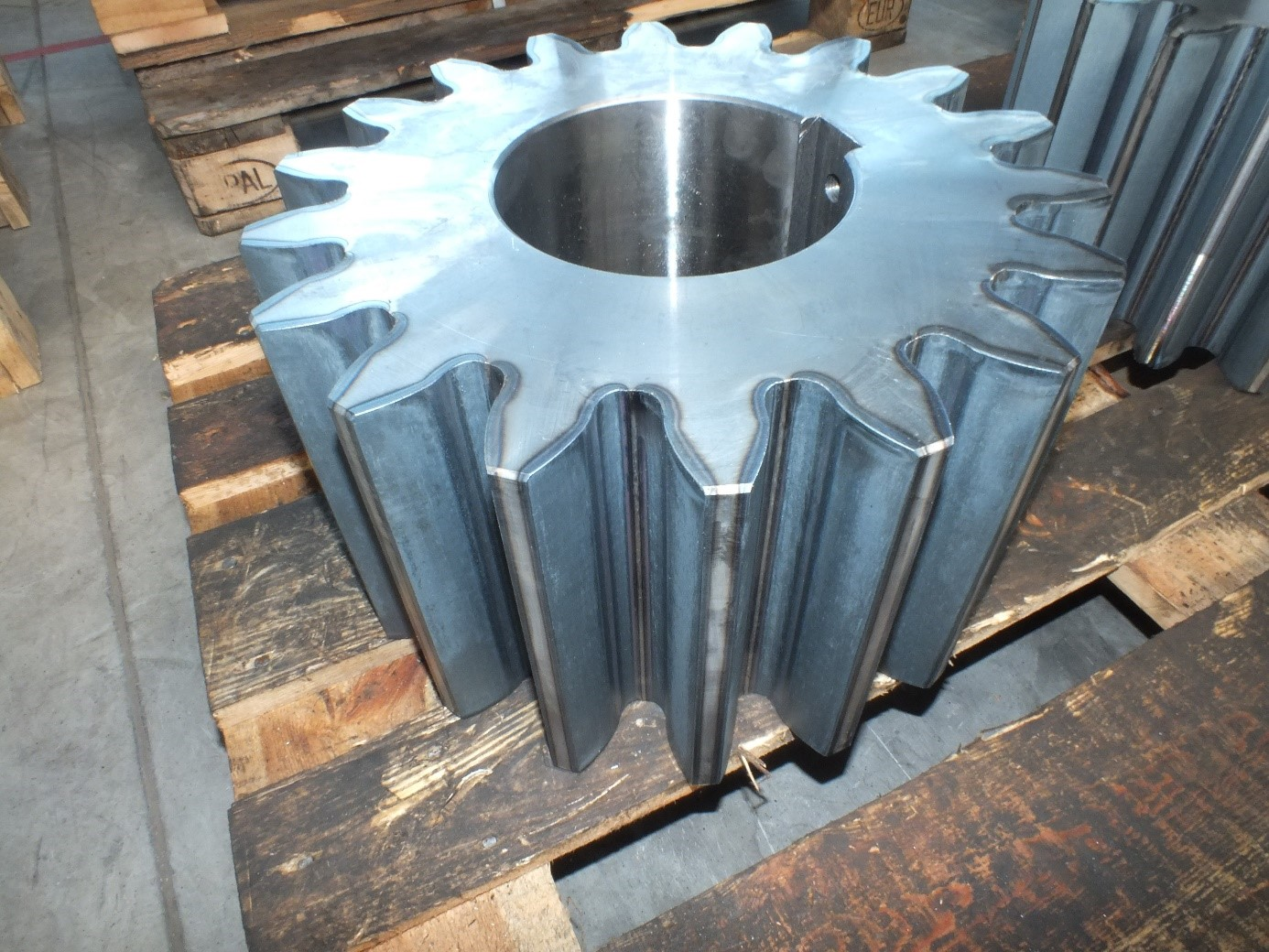
Laserové kalení ozubených kol
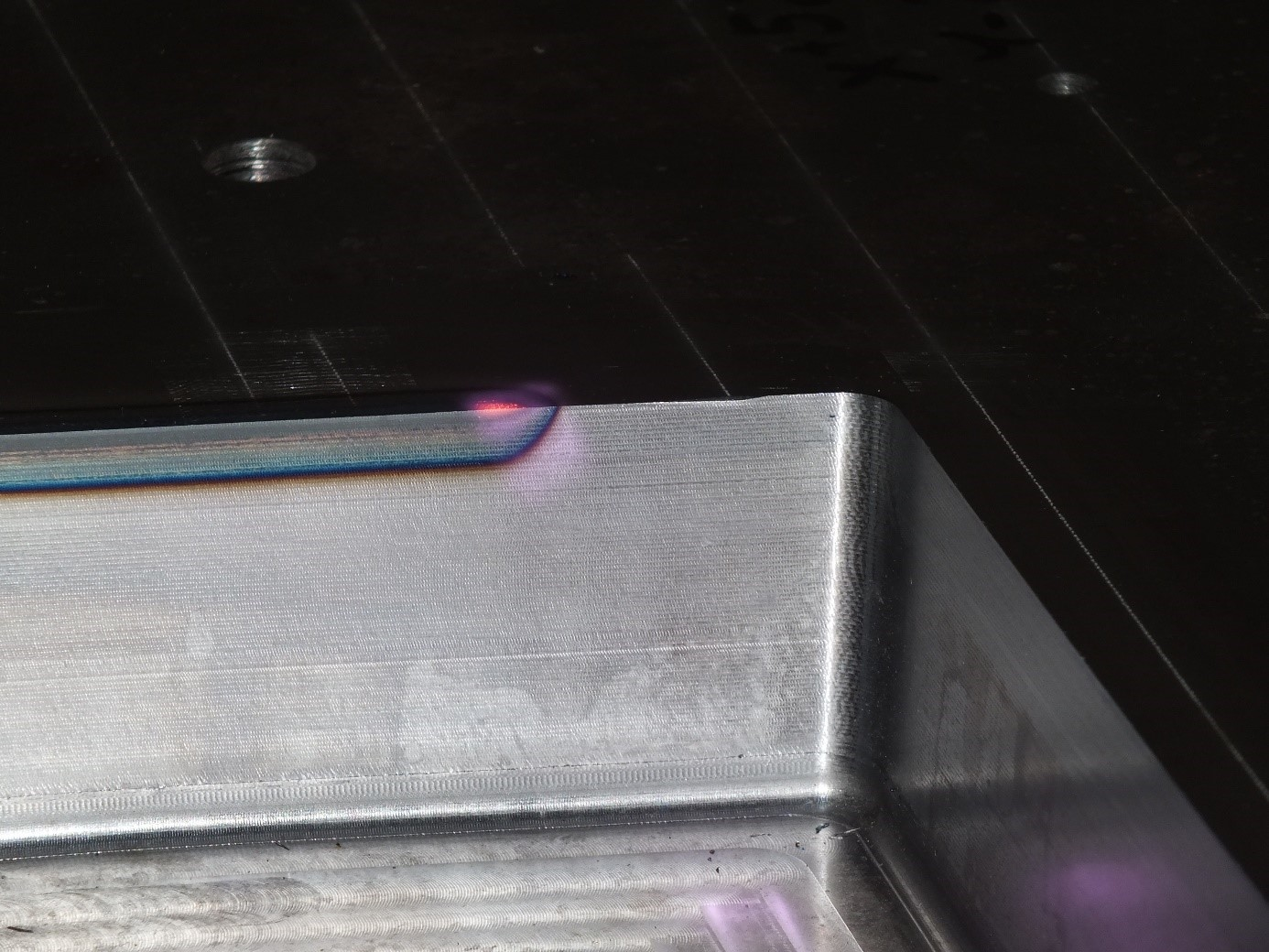
Laserové kalení hran forem
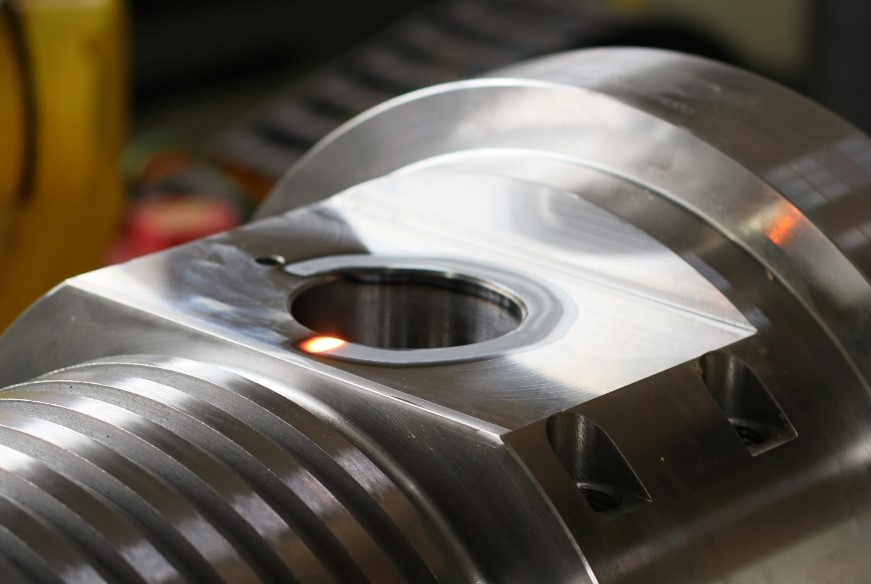
Laserové kalení